# José Antonio Vidal Castaño
José Antonio Vidal Castaño (Benimámet, Valencia, 1941 – 21 de septiembre de 2022) fue un historiador y escritor español. Fue un militante antifranquista en las filas del PCE (m-l). Tras la muerte del dictador, fue detenido en mayo de 1976 y torturado brutalmente en la Jefatura Superior de Policía de Barcelona en Vía Layetana.

## Biografía
Inició su militancia política antifranquista clandestina durante sus años de estudiante universitario. En el verano de 1975 era miembro del Comité del País Valenciano del PCE (m-l). Perseguido por la policía huyó a Francia en octubre de 1975. En Toulouse estableció contacto con la «red de apoyo» de su Partido en esa ciudad. Pertrechado de nueva
documentación falsa, volvió a dedicarse a la lucha política con frecuentes viajes a España cargado de propaganda. En febrero de 1976, José Antonio Vidal se estableció con su mujer
y sus hijos en Barcelona. En mayo fue detenido en la frontera cuando regresaba de una reunión del Comité Central de su partido celebrada en Lyon. Fue trasladado a la Jefatura Superior de Policía de Barcelona en la Vía Layetana donde fue torturado por miembros de la Brigada Político-Social y el 1 de junio ingresó en la Cárcel Modelo de Barcelona. Así narró él mismo el suceso:

En el viaje [de la frontera a la comisaría de Vía Layetana en Barcelona] fui continuamente golpeado e insultado. Me pusieron unas pequeñas esposas que me hacían sangrar las muñecas hasta el punto de que tuvieron que aflojármelas al advertir que perdía mucha sangre. Permanecí ocho días en Comisaría, creo que fue entre el 24 y el 31 de mayo, sometido a interrogatorios y torturas. Durante cuatro días no pude hacer de vientre ni apenas orinar. Cuando conseguí hacerlo, el color del orín era de un rojo subido. Recibí golpes continuos en el tórax, la espalda y las nalgas, propinados con palos de madera, porras y barras recubiertas de tela. Me daban puñetazos terribles en el abdomen y apagaban sus cigarros en mi pecho y brazos. Me aplicaron también corrientes eléctricas. Otra tortura fue la de la bañera: agarrado por el pelo me sumergían la cabeza hasta hacerme sentir que moría por asfixia. En otro momento de
las torturas me pusieron firme erguido y apoyado contra la pared por las yemas de los pulgares hasta que caí al suelo. Así repetidas veces. Cada desfallecimiento era castigado con palos, insultos y patadas en los testículos, las nalgas y otras partes del cuerpo. Una vez en la cárcel, el médico preguntó si había sufrido torturas. Por toda respuesta me alcé la camisa y mostré un pecho y espalda cubierto de inmensos moratones y desgarramientos de la piel. Quedó anotado que no se observaba señal alguna que permitiese suponer el uso de la tortura en las dependencias policiales. Como secuelas tengo dañadas dos costillas y el pulgar de la mano izquierda lo tengo casi inutilizado. Sufro también ciertas dificultades y alteraciones del sistema nervioso, aunque algunas de estas disfunciones han ido reduciéndose con el tiempo. Lo que resulta escalofriante es que todo ello ocurriese medio año después de la muerte del dictador...

Estuvo en la cárcel hasta el 12 o el 13 de julio. Allí fue calificado como sujeto peligroso en la «espiral de violencia». Salió de la prisión gracias a la amnistía decretada por el gobierno de Adolfo Suárez. El fiscal había pedido once años y un día de cárcel por los delitos de «asociación ilícita y propaganda ilegal en grado de dirigente». Cuando volvió a Valencia se encontró con que había sido expulsado del cuerpo de maestros. Más adelante se opuso a la lucha armada defendida por el FRAP y en 1980 fue expulsado del PCE (m-l). Tras unos años alejado de la política ocupó cargos de responsabilidad en el ámbito autonómico valenciano de la mano del PSOE. Retirado de la docencia se dedicó a la investigación histórica y a la literatura.
Se licenció y doctoró en Historia Contemporánea de España y se licenció en Filosofía y Ciencias de la Educación, por la Universidad de Valencia. Sus líneas de investigación se centran en los aspectos políticos y militares de la Segunda República, la Guerra Civil Española, el exilio de 1939 y la resistencia antifranquista, temas sobre los que ha publicado numerosos trabajos, entre los que destacan: La memoria reprimida. Historias orales del maquis (2004), Campo de Septfonds. Republicanos españoles en “Judes” (2006), El sargento Fabra. Historia y mito de un militar republicano (1904-1970) (2012), Exiliados republicanos en Septfonds (1939) (2013) y recientemente: ASALTO AL TREN PAGADOR (2015) y La España del maquis (1936-1939). Es premio de relatos ‘Noche del terror’ de Rentería y finalista del premio internacional de cuentos ‘Max Aub’.
Como colaborador de prensa, ha publicado en los diarios: El País, CV, El Noticiero Universal, Diario de Valencia, Noticias al Día, Levante/EMV, Las Provincias, El Punt, etc; en las revistas (entre otras) Cambio 16, El Viejo Topo, Cuadernos Republicanos, Hispania Nova (revista electrónica de la Cátedra de Memoria Histórica de la UCM)y Anatomía de la Historia (revista electrónica de PUnto de Vista Editores.)

## Obras
- La España del maquis (1936-1965), Madrid, Punto de Vista editores, 2015.
- Asalto al tren pagador, Valencia, Ediciones de Mandor, 2015.
- Exiliados republicanos en Septfonds (1939), Madrid, Libros de la Catarata, 2013.
- El sargento Fabra. Historia y mito de un militar republicano (1904-1970), Madrid, Libros de la Catarata, 2012
- La memoria reprimida. Historias orales del maquis, Valencia, Publicaciones de la Universidad de Valencia, 2004.
- Campo de Septfonds. Republicanos españoles en Judes (1939-1940), Madrid, Memoria Viva, 2006.
- Ciudad Sitiada, Valencia, Victor Orenga, 1988.

## Obras, como coautor
- La llum i el caos. Mirades sobre València, Valencia, 1990, Coord. Por Josep Vicent Marqués.
- 32 maneras de escribir un viaje, Barcelona, Grafein, 2003.
- Els camps de concentració i el món penitenciari a Espanya durant la guerra civil i el franquisme, Barcelona, Museu d’Història de Catalunya/Crítica, 2003.
- Mauthausen des de la perspectiva espanyola, València, Ajuntament  de València, 2005.
- Historia del PCE. I Congreso 1920-1977, Oviedo, Universidad de Oviedo, 2007.
- El último frente. La resistencia armada antifranquista 1939-1952, Madrid, Libros de la Catarata, 2008.
- Les Brigades Internacionals a Benicàssim, València, Cultivalibros, 2013.